# Amanimalel
Amanimalel (Amanimalēl, Amanimalil) núbiai kusita királyné a napatai korszakban, az i. e. 7. század második felében; valószínűleg Szenkamaniszken király felesége. Egy (esetleg két) magas művészeti színvonalat képviselő szobráról ismert.

## Élete
Amanimalel valószínűleg Szenkamaniszken felesége volt, két másik királyné, Naszalsza és talán Maszalaje mellett. Talán az ő lánya volt Aszata és Madiken, akik később Aszpelta, illetve Anlamani királyokhoz mentek feleségül. Erre azonban közvetlen bizonyíték nincsen. Nem tudni, kik voltak Amanimalel szülei; apja talán Atlanersza volt. Amanimalel az i. e. 7 század második felében élt; amennyiben valóban Szenkamaniszken felesége volt, úgy feltehetőleg i. e. 643–623 vagy i. e. 642–623 között.

## Említései

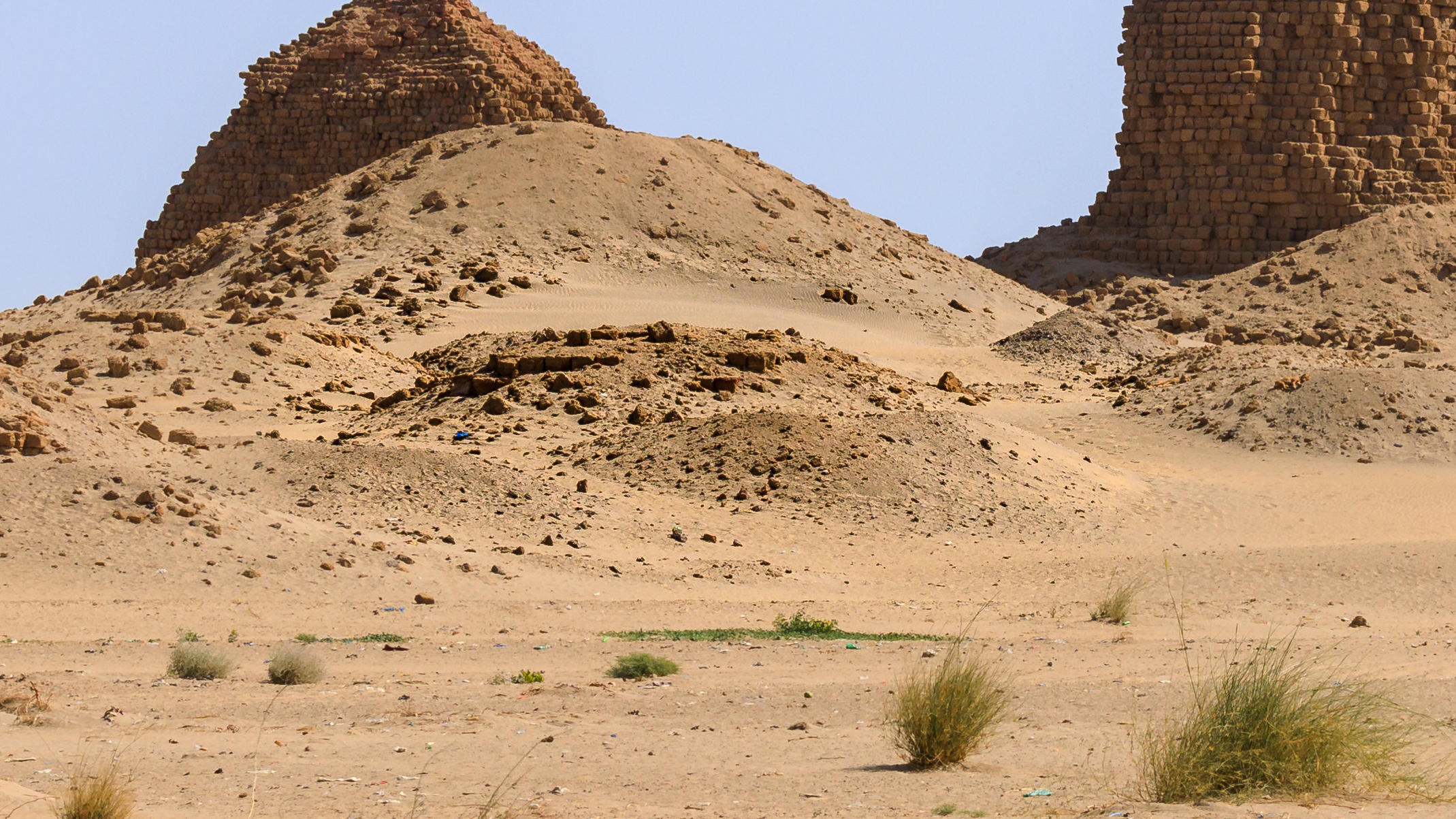
Középen a Nuri 22 piramis romjai

Amanimalel 141 cm magas szobrát George Andrew Reisner fedezte fel 1916 áprilisában, a Gebel Barkal-i B 500 templom cache-ában a Harvard Egyetem és a Bostoni Szépművészeti Múzeum közös ásatásán. A szobor, amely az afrikai művészet egyik kiemelkedő alkotása, hagyományos egyiptomi pózba ábrázolja a királynét, miközben egyik lábával előrelép; egyiptomi ruha núbiai változatát viseli, amelyet talán ezüsttel fedtek eredetileg, lábán pedig aranysaru lehetett. A szobor hátulján lévő felirat szerint a királyné „a szent hegyen lakozó napatai Ámon kedveltje”, ami arra utal, Amanimalel olyan szerepet töltött be Ámon napatai kultuszában, mint őt megelőzően az egyiptomi XXV. dinasztiabeli Ámon isteni felesége Thébában. A felirat egy istennő aegise alatt volt; a kép sérült, de feltehetőleg Mut lehetett az istennő. A királyné egy istengyermek kisebb szobrát tartja; a gyermek az egyiptomi kettős koronát viseli, feltehetőleg Honszu az, aki Thébában Ámon és Mut fiaként szerepel, így a szobor kapcsolatba hozza a királynét a thébai háromsággal. A szobor ma a Szudáni Nemzeti Múzeumban található.
A berlini Neues Museum egy igen hasonló kvarcitszobra a hasonlóságból kiindulva feltehetőleg szintén Amanimalelt ábrázolja.

## Sírja
Amanimalel sírját nem sikerült teljes bizonyossággal azonosítani. Reisner feltételezése szerint övé lehet Nuriban a 22. piramis, melyet 1917-ben tártak fel. A feltárás során aranyfólia-darabok, kisebb ezüsttárgyak és gyöngyök kerültek elő.

## Fordítás
Ez a szócikk részben vagy egészben  az   Amanimalel című angol Wikipédia-szócikk ezen változatának fordításán alapul.  Az eredeti cikk szerkesztőit annak laptörténete sorolja fel. Ez a jelzés csupán a megfogalmazás eredetét és a szerzői jogokat jelzi, nem szolgál a cikkben szereplő információk forrásmegjelöléseként.